# Глобальна таксономічна ініціатива
Глобальна таксономічна ініціатива (ГТІ) — одна з ключових міжнародних програм щодо обліку та охорони біологічного різноманіття.

## Історія
Глобальна таксономічна ініціатива є одним з найвідоміших проектів, розроблених в рамках Конвенції з біологічного різноманіття.
Глобальна таксономічна ініціатива прийнята 1998 року. Її сестринськими програмами є Дарвінська Декларація (1998) та Глобальна стратегія охорони рослин (ГСОР) (2003).

## ГТІ в Україні
Національним координатором ГТІ від України є д-р Тетяна Стефановська, з «Університету сільського господарства» («University of Agriculture (Kiev)») (цит. за:  [Архівовано 26 квітня 2012 у Wayback Machine.]).